# FSV Zwickau
Fußball-Sport-Verein Zwickau – niemiecki klub piłkarski z siedzibą w mieście Zwickau leżącym w Saksonii.

## Osiągnięcia
- Mistrz NRD (2): 1948, 1950
- Puchar NRD (3): 1963, 1967, 1975

## Historia
Klub założony został 27 kwietnia 1912 roku w wiosce położonej na południe od Zwickau, zwanej Planitz. Z tego powodu początkowo nazwa klubu brzmiała: Fußball-Club Planitz. Już 28 sierpnia tego samego roku klub zmienił nazwę na Planitzer Sportclub, a w 1918 znany był pod nazwą Sportvereinigung Planitz. Jednak już 2 lutego 1919 klub wrócił do nazwy Planitzer Sportclub. Pierwszym znaczącym sukcesem klubu był występ w 1931 w lidze środkowoniemieckiej (Mitteldeutschland), w której klub dostał się do fazy barażowej, gdzie dotarł aż do półfinału.
W 1933 doszło do reorganizacji rozgrywek o mistrzostwo Niemiec. Utworzono sześć najwyższych lig znanych jako Gauligen. Planitz grał w lidze saskiej (Gauliga Sachsen), gdzie z roku na rok spisywał się coraz lepiej, aż w latach 40. stał się głównym przeciwnikiem klubu Dresdner SC. W 1942 klub wygrał ligę, po czym w drugim etapie mistrzostw Niemiec dotarł do ćwierćfinału, gdzie przegrali 2:3 z końcowym wicemistrzem Niemiec – klubem Vienna Wiedeń. W latach 30. i na początku 40. Planitzer SC pojawiał się we wczesnych rundach ówczesnego Pucharu Niemiec, zwanego wówczas Tschammerpokal, który był poprzednikiem rozgrywanego dzisiaj DFB-Pokal.
Po zakończeniu II wojny światowej większość niemieckich organizacji sportowych została rozwiązana przez władze okupacyjne. W 1945 klub stał się częścią związku kilku klubów nazwanego Sportgruppe Planitz. We wznowionych wkrótce rozgrywkach piłkarskich SG Planitz zdobył mistrzostwo radzieckiej strefy okupacyjnej (Ostzone) po pokonaniu 1:0 4 lipca 1948 na stadionie w Lipsku drużyny SG Freiimfelde Halle. Zwycięski skład mistrzowskiej drużyny SG Planitz wyglądał następująco:

Anton Huber – Erich Merkel, Egon Jugel, Günter Schneider – Herbert Seltmann, Erich Meichsner – Hans Meier, Johannes Breitenstein, Horst Weiß, Karl Dittes, Helmut Fischer.
W 1949 roku klub przyjął nazwę Zentralsportgemeinschaft (ZSG) Horch. W sezonie 1949/50 klub pod nazwą ZSG Horch Zwickau zadebiutował w nowo utworzonej pierwszej lidze wschodnioniemieckiej (DDR-Oberliga). Debiut był niezwykle udany, gdyż Horch został jej pierwszym mistrzem pokonując w ostatnim meczu Dresden Friedrichstadt.
W 1950 klub zmienił nazwę na BSG Horch, a następnie na BSG Motor. Klub z Zwickau odniósł znaczne sukcesy we wschodnioniemieckim pucharze. Po przegranym finale w 1954, klub zdobył puchar w 1963, 1967 i 1975. W międzyczasie (w 1968) klub połączył się z Aktivist Karl Marx Zwickau i przyjął nazwę BSG Sachsenring Zwickau.
Na arenie międzynarodowej Sachsering zdobył rozgłos niezwykle udanym występem w Pucharze Zdobywców Pucharów w sezonie 1975/76, kiedy to klub dotarł aż do półfinału, w którym uległ późniejszym triumfatorom – belgijskiemu klubowi RSC Anderlecht.
W 1990, po zjednoczeniu Niemiec, klub pod obecną już nazwą przystąpił do rozgrywek III ligi (NOFV-Oberliga Süd) i w 1994 awansował do drugiej ligi (2. Bundesliga), w której grał przez 4 sezony. Potem klub spadł do trzeciej ligi (Regionalliga), a następnie znów znalazł się w NOFV-Oberliga Süd, która stanowiła w tym momencie już czwartą ligę. Kłopoty finansowe klubu sprawiły, że w 2005 FSV Zwickau znalazł się w piątej lidze (Landesliga Sachsen), ale dzięki udanemu sezonowi 2005/06 klub powrócił do czwartej ligi.

## Europejskie puchary
Legenda do wszystkich tabel:
- Q – runda eliminacyjna, 1/16, 1/8, 1/4, 1/2 – odpowiednia faza rozgrywek, Grupa – runda grupowa, 1r gr – pierwsza runda grupowa, 2r gr – druga runda grupowa, F – finał, R – runda, PO – play-off
- k. – rzuty karne, los. – losowanie, Dogr. – dogrywka, w. – zasada bramek strzelonych na wyjeździe

| Sezon   | Rozgrywki                 | Runda | Przeciwnik       | Dom | Wyjazd | Ogólnie     |
| ------- | ------------------------- | ----- | ---------------- | --- | ------ | ----------- |
| 1963/64 | Puchar Zdobywców Pucharów | 1R    | MTK Budapest     | 1–0 | 0–2    | 1–2         |
| 1967/68 | Puchar Zdobywców Pucharów | 1R    | Torpedo Moskwa   | 0–1 | 0–0    | 0–1         |
| 1975/76 | Puchar Zdobywców Pucharów | 1R    | Panathinaikos AO | 2–0 | 0–0    | 2–0         |
| 1975/76 | Puchar Zdobywców Pucharów | 1/8   | ACF Fiorentina   | 1–0 | 0–1    | 1–1, k: 5–4 |
| 1975/76 | Puchar Zdobywców Pucharów | 1/4   | Celtic F.C.      | 1–0 | 1–1    | 2–1         |
| 1975/76 | Puchar Zdobywców Pucharów | 1/2   | RSC Anderlecht   | 0–3 | 0–2    | 0–5         |